# Petralia Soprana
Petralia Soprana é uma comuna italiana da região da Sicília, província de Palermo, com cerca de 3.685 habitantes. Estende-se por uma área de 56 km², tendo uma densidade populacional de 66 hab/km². Faz fronteira com Alimena, Blufi, Bompietro, Gangi, Geraci Siculo, Petralia Sottana.
Pertence à rede das Aldeias mais bonitas de Itália.

## Demografia
| Variação demográfica do município entre 1861 e 2011                               |
|                                                                                   |
| Fonte: Istituto Nazionale di Statistica (ISTAT) - Elaboração gráfica da Wikipedia |